# Tarzan et les Jumeaux
Tarzan et les Jumeaux (Tarzan and the Tarzan Twins) est un roman pour enfants regroupant deux romans courts de Tarzan de l’écrivain américain Edgar Rice Burroughs. Il fut publié à l’origine sous la forme de deux livres pour enfants, The Tarzan Twins par Voland en octobre 1927, et Tarzan and the Tarzan Twins, with Jad-bal-ja, the Golden Lion par Whitman en mars 1936. Ils furent combinés en novembre 1963 sous le titre de Tarzan and the Tarzan Twins dans la première édition reliée.
En dépit du trou entre l’écriture et la première publication des deux récits, les évènements des deux histoires se déroulent dans le même laps de temps. Le début de "Tarzan and the Tarzan Twins, with Jad-bal-ja, the Golden Lion" spécifie que les évènements se déroulent immédiatement après ceux de "The Tarzan Twins". Dans la continuité des histoires de Tarzan, les récits des Jumeaux se déroulent probablement entre Tarzan et les Hommes-fourmis (Tarzan and the Ant Men) et Tarzan et les Croisés (en) (Tarzan, Lord of the Jungle), dans l’ordre chronologique de la série, comme la première partie a été publiée entre ces deux romans. La seconde partie confirme leur placement dans cette période approximative, comme elle introduit une famille qui occupe une place importante dans Tarzan et l'Empire oublié (en) (Tarzan and the Lost Empire), le livre suivant Tarzan et les Croisés ; plus précisément, elle présente la première rencontre de Tarzan avec le Docteur Karl von Harben, qu’il connaissait déjà dans l’Empire oublié. Cependant, puisque les Jumeaux est un livre pour enfants, il est habituellement omis des listes de la série principale de Tarzan. Ainsi Tarzan et les Croisés est généralement considéré comme le onzième livre de Tarzan à la place des Jumeaux.

## Résumé
Deux écoliers, Dick et Doc, qui sont cousins, se ressemblent beaucoup car leurs mères sont jumelles. Comme Dick est également lié à Tarzan par son père, ils sont connus comme les Jumeaux Tarzan. Invités à visiter la propriété africaine de Tarzan, ils se perdent dans la jungle et sont emprisonnés par des cannibales, de qui ils s'échappent. Ils sont réunis avec leur hôte qui leur présente son lion apprivoisé, Jad-bal-ja. Par la suite, ils se retrouvent entraînés dans une aventure impliquant des exilés de la cité perdue d’Opar, qui ont enlevé Gretchen von Harben, la fille d’un missionnaire.

## Éditions

### Version originale
- Titre : Tarzan and the Tarzan twins
- Parution en livres séparés :
  - The Tarzan twins, The P.F.Volland Co., 1927
  - Tarzan and the Tarzan twins with Jad-bal-ja the golden lion, Whitman Publishing, 1936
- Parution en un volume : Canaveral Press, 1964

### Édition française
- 1991 : Tarzan et les Jumeaux, Michel Decuyper (publication à titre amateur)

## Adaptations

### Bande dessinée
Le livre a été adapté sous forme de bande dessinée par Gold Key Comics dans Tarzan n°196, daté d’avril 1971, avec un scénario de Gaylord DuBois et les dessins de Mike Royer.
Elle a été éditée par Sagédition dans Tarzan Le Seigneur de la Jungle n°40 en juillet 1971.